# 施特鲁彭
施特鲁彭（德語：Struppen）是德国萨克森州的一个市镇，隶属于萨克森施韦茨-东厄尔士山县。总面积为20.64平方千米，截至2020年总人口为2491人。